# Update-Back
Update Cache — шаблон проєктування для оптимізації використання кешу.

## Проблема
Аплікація застосовує кеш для оптимізації повторного доступу до даних. Дані рідко оновлюються, однак важлива їх актуальність. Необхідно забезпечити спосіб підтримувати актуальні дані в кеші.

## Вирішення
Читаємо дані із кешу. При зміні даних у сховищі, асинхронно оновлюємо кеш.

## Переваги та недоліки

### Переваги
- забезпечує консистенцію даних при оптимізованому доступі
- забезпечує збереження статичних даних. Кеш-сервіс реалізовує стратегії кешування в залежності від вимоги

### Недоліки
- нормалізовані дані. Аплікації потрібно провести додаткові операції над даними, щоб привести їх до потрібного формату

## Опис
1. Читаємо дані з кешу.
2. Кеш-провайдер забезпечує дані та їх валідність.
3. Зберігаємо дані у сховище.
4. При зміні даних асинхронно оновлюємо кеш.

```
public
 
Data
 
GetData
()

{

	
return
 
_cache
.
GetOrAdd
(
_database
.
GetData
);

}

public
 
void
 
UpdateData
(
Data
 
data
)

{

	
return
 
_database
.
UpdateData
(
data
);

}

```

```
class
 
Database

{

	
public
 
void
 
UpdateData
(
Data
 
data
)

	
{

		
return
 
_queue
.
EnqueueUpdatedData
(
Data
 
data
);

	
}

}

```

```
class
 
Queue

{

	
public
 
void
 
UpdateData
(
Data
 
data
)

	
{

		
_cache
.
UpdateData
(
data
);

	
}

}

```